# Sergueï Filine
Sergueï Iourievitch Filine (en russe : Сергей Юрьевич Филин), né à Moscou le 27 octobre 1970, est un danseur et chorégraphe russe. Il est artiste du peuple de la fédération de Russie.

## Biographie
Sergueï Filine a commencé la danse à l'âge de 7 ans, au sein de l'ensemble de danses folkloriques Lotkeva. A 9 ans, il est accepté  à l'Académie d'État de Chorégraphie de Moscou (MGAKh), plus connu sous le nom d'Académie de Ballet du Bolchoï, dont il sort en 1988, de la classe d'Alexandre Prokofiev. Il entre alors dans la troupe du ballet du Théâtre Bolchoï.
Avant ses premiers rôles de soliste, Sergueï Filine est remarqué par la critique et le public. En tant que premier danseur, il remporte de grands succès, puis il devient danseur principal (équivalent d'étoile à l'Opéra de Paris).
Le public apprécie particulièrement sa technique et sa grâce épurée, tout en notant la sûreté et l'élégance de son style, à la fois comme soliste et comme partenaire des plus grandes étoiles.
Il a eu pour partenaires au Bolchoï Galina Stepanenko, Nina Ananiachvili, Svetlana Lounkina, Maria Alexandrova, Svetlana Zakharova, et Natalia Ossipova entre autres.
Il participe à de nombreuses tournées à Paris, Londres, New York, Tokyo, Rome, Vienne, Buenos Aires, Santiago du Chili, Mexico, Panama, dans les anciens pays de l'URSS, dont la Géorgie, etc. Ainsi à l'automne 2004 par exemple, il est en tournée avec le Bolchoï en Amérique du Nord à Boston, Minneapolis, Seattle, Berkeley, Chicago et Mexico. Il danse dans Raymonda (avec Nadejda Gratcheva en Raymonda et Dmitri Belogolovtsev en Abderamane), Don Quichotte (avec Nadejda Gratcheva et Maria Alexandrova), Roméo et Juliette, Giselle (de Vassiliev).
En décembre 2004, il se blesse lors d'une représentation sur la scène du Bolchoï et ne peut danser à nouveau qu'au deuxième semestre de l'année 2005. En 2006, il danse le Prince de Cendrillon de Prokofiev. En 2007, il danse Conrad dans Le Corsaire (chorégraphie de Petipa révisée par Alexeï Ratmansky). Il tourne ensuite à Londres.
Il termine sa carrière de danseur en 2008 pour se consacrer à la chorégraphie.
Il est directeur artistique du ballet du Théâtre d'art de Moscou de 2008 à 2011, date à laquelle il devient directeur du ballet du Bolchoï. Makhar Vaziev lui succède en 2016.
Il est agressé en janvier 2013 par un homme masqué qui lui jette de l'acide au visage. Il est obligé de se soigner pendant de longs mois en Russie et en Allemagne.

## Famille
Il se marie en premières noces avec une soliste du Bolchoï, Inna Petrova, dont il a un fils, Daniil en 1995. Il se remarie ensuite avec la ballerine Maria Prorvitch dont il a deux enfants.

## Distinctions
- 1994 : prix Benois de la danse, pour son rôle de Désiré dans La Belle au bois dormant
- 1995 : nommé danseur de l'année par le magazine Danza
- 1996 : artiste émérite de la fédération de Russie
- 2001 : artiste du peuple de la fédération de Russie
- 2004 : prix international du Masque d'or à Moscou
- 2006 : prix international du Ballet, Les Étoiles du XXIe siècle

## Rôles principaux
- Amour pour amour : Benedict
- La Leçon : le professeur
- Roméo et Juliette : Roméo / Paris
- Cipollino : le comte Cerise
- Le Lac des cygnes : le prince Siegfried
- Giselle : Albrecht
- Casse-noisette : Le Prince
- La Belle au bois dormant : le prince Désiré / l'Oiseau bleu
- La Bayadère : Solor
- La Sylphide : James
- Le Corsaire : Conrad / le marchand (pas de deux)
- Le Dernier Tango : Tom
- Raymonda : Jean de Brienne
- Don Quichotte : Basile
- La Fille du pharaon : Lord Wilson / Taor
- La Fille mal gardée : Colas
- Le Clair Ruisseau : le danseur classique
- Léa : Hannan
- Cendrillon : le prince
- La Précaution inutile : Colin
- L'Amour à travers les yeux du détective : le danseur

## Filmographie
- La Fille du pharaon avec Svetlana Zakharova et la troupe du Bolchoï, chorégraphie de Marius Petipa remontée par Pierre Lacotte.